# Fernando Bezerra Coelho
Fernando Bezerra de Sousa Coelho OMM (Petrolina, 7 de dezembro de 1957) é um administrador de empresas pela Fundação Getulio Vargas (FGV) e político brasileiro, filiado ao Movimento Democrático Brasileiro (MDB). Em janeiro de 2011, no governo Dilma Rousseff, foi escolhido ministro da Integração Nacional, responsável por obras de convivência com a seca e de infraestrutura hídrica; formulação e condução de uma política nacional de irrigação; e defesa civil. Em outubro de 2014, foi eleito senador da República por Pernambuco. Foi líder do Governo Bolsonaro no Senado entre 2019 e dezembro de 2021.

## Biografia
Nascido em Petrolina no sertão de Pernambuco, tem trajetória política ligada à região, tendo sido prefeito de sua cidade natal por três mandatos, eleito em 1992, 2000 e 2004, deputado federal eleito em 1986 e 1990 e deputado estadual em 1982. Possui também experiência administrativa, tendo acumulado entre 2007 e 2010 os cargos de secretário de Desenvolvimento Econômico de Pernambuco e presidente do Complexo Industrial Portuário de Suape, no primeiro governo de Eduardo Campos; e tendo atuado em 1998 como secretário de Agricultura e entre 1985 e 1986 como secretário da Casa Civil de Pernambuco, durante os governos de Miguel Arraes e Roberto Magalhães.
É sobrinho do ex-governador de Pernambuco Nilo Coelho. Casado com Adriana Coelho, tem quatro filhos, sendo eles: Fernando Coelho Filho, deputado federal ex-Ministro das Minas e Energia do governo interino de Michel Temer; Miguel Coelho, atual prefeito de Petrolina e Antônio de Souza Leão Coelho, deputado estadual eleito em 2018 e 2022.
Começou sua carreira como administrador do Curtume Moderno, em Petrolina, onde foi superintendente de agosto de 1979 a abril de 1982; e depois superintendente da Autarquia Educacional do Vale do São Francisco.
Torcedor do Santa Cruz Futebol Clube, presidiu o tricolor entre 2008 e 2010, agremiação do Recife, sendo responsável pela reestruturação física do Estádio do Arruda, que estava interditado, e a conquista de novos patrocinadores para a agremiação.
Foi filiado ao Partido Democrático Social (PDS) onde elegeu-se deputado estadual de Pernambuco em 1982, ao Partido da Frente Liberal (PFL) e ao Partido do Movimento Democrático Brasileiro (PMDB), onde elegeu-se deputado federal constituinte (1987-1991), sendo reeleito em 1990. Renunciou ao mandato de deputado federal em 1992 quando foi eleito pela primeira vez prefeito de sua cidade natal Petrolina. Voltou a comandá-la elegendo-se em 2000, e reeleito em 2004 já pelo Partido Popular Socialista (PPS). Em março de 2006, foi condecorado pelo vice-presidente José Alencar no grau de Oficial especial à Ordem do Mérito Militar. Renunciaria ao restante de seu terceiro mandato na prefeitura de Petrolina no final do ano para assumir a Secretaria de Desenvolvimento Econômico de Pernambuco e presidir o Complexo Portuário do Porto de Suape na gestão do governador Eduardo Campos até fins de 2010.
A partir de 1º de janeiro de 2011, compôs a equipe ministerial de Dilma Rousseff como Ministro da Integração Nacional e deixou o cargo em uma reunião em outubro de 2013, para disputar uma vaga no senado no ano seguinte pelo seu partido, PSB, que estava rompendo com o governo.
Em setembro de 2017, anunciou sua saída do PSB por discordar da posição oposicionista ao Governo Michel Temer que o partido passou a adotar. Posteriormente confirmou seu retorno ao PMDB, partido que foi filiado entre 1986 e 1998, e permaneceu na sigla mesmo após os filhos a deixarem.
A partir de fevereiro de 2019, foi líder do governo Bolsonaro no Senado Federal.
Em setembro de 2019, o gabinete do Senador e sua residência foram alvo de operação de busca e apreensão da Polícia Federal. Após análise do material apreendido e de quebra de sigilo dos celulares, a PF suspeita que Fernando Bezerra Coelho tenha sido avisado antecipadamente da operação.

## Família Coelho Rodrigues
Fernando Bezerra Coelho faz parte da tradicional família Coelho Rodrigues de Paulistana, estado do Piauí, com raízes genealógicas na Freguesia de Paço de Sousa, no Distrito do Porto, em Portugal, visto que era neto de Clementino de Souza Coelho (Coronel Quelê), sendo, portanto, hexaneto de Domiciana Vieira de Carvalho e Valério Coelho Rodrigues.
Seu pentavô paterno, Lourenço Rodrigues Coelho (nasceu em Paulistana, Piauí), foi Membro da Junta Trina de Governos da Capitania do Piauí, no ano de 1797, na qualidade de vereador mais velho do senado da câmara de Oeiras.
O seu hexavô paterno, Valério Coelho Rodrigues, firmou importantes raízes históricas e sociais na Região do Nordeste e gerou uma vasta família com descendência que se projeta na política nacional do Brasil até os dias de hoje.

## Atuações

### Administrativa
À frente do Ministério da Integração Nacional, foi responsável por parte do Projeto de Integração do Rio São Francisco, também chamado de Transposição do rio São Francisco, e por uma dezena de outras obras hídricas importantes para o país. Além disso, criou o Cartão da Defesa Civil, novo modelo de gestão para liberação de verbas para cidades em situação de emergência no Brasil.
Na presidência do Complexo Industrial de Suape por quase dois anos, se empenhou em fomentar os setores industrial, comercial e de serviços, ao buscar atrair e apoiar investimentos voltados à expansão das atividades produtivas em Pernambuco. O investimento na expansão de Suape – porto inaugurado em 1979 - é considerado uma das peças fundamentais nas estratégias de desenvolvimento de Pernambuco e do Nordeste durante o governo do ex-presidente Lula, sendo considerado o melhor porto do Brasil.

### Política
Em seu mandato de deputado estadual, foi líder do governo na Assembleia e conquistou Prêmio Springer de Economia, Leão do Norte, Recife/PE, de 1985. Além disso, recebeu medalha do Mérito Policial Militar, do Governo do Estado de Pernambuco, em 1985, e Chanceler da Ordem do Mérito dos Guararapes, também do Governo do Estado de Pernambuco, em 1985.
Como deputado federal, foi relator (1987) da Subcomissão de Tributos, Participação e Distribuição das Receitas, da Comissão do Sistema Tributário, orçamento e Finanças; e relator (1989-1990) da CPI Mista sobre Fuga de Capital e Evasão de Divisas.
No Senado, em dezembro de 2016, votou a favor da PEC do Teto dos Gastos Públicos. Em julho de 2017 votou a favor da reforma trabalhista.
Em outubro de 2017 votou a favor da manutenção do mandato do senador Aécio Neves derrubando decisão da Primeira Turma do Supremo Tribunal Federal no processo onde ele é acusado de corrupção e obstrução da justiça por solicitar dois milhões de reais ao empresário Joesley Batista.

## Suspeita de corrupção
A Polícia Federal através da Operação Turbulência investiga um esquema de lavagem de dinheiro que teria movimentado mais de R$ 600 milhões. O dinheiro teria sido utilizado para abastecer o caixa 2 do PSB e assim financiar a campanha de reeleição de Eduardo Campos ao governo de Pernambuco em 2010 e nas eleições presidenciais de 2014.
Segundo as investigações parte do dinheiro teria sido utilizado na compra da aeronave utilizado por Campos na sua campanha e que caiu no acidente. Segundo o Ministério Público Federal Eduardo Campos e senador Fernando Bezerra Coelho teriam recebido propina do dono da aeronave. A construtora Camargo Corrêa teria pago propina a Campos e Coelho referentes as obras na Refinaria Abreu e Lima. A empreiteira OAS também estaria envolvida. O esquema de lavagem de dinheiro também estaria ligado com outros esquemas investigados na Operação Lava Jato.
Em agosto de 2016 a Polícia Federal confirmou propina em favor de FBC comprovando denúncia do ex-diretor da Petrobras Paulo Roberto Costa em um de seus depoimentos, onde afirmou que o valor solicitado foi de R$ 20 milhões. O inquérito foi concluído e entregue ao ministro Teori Zavascki, relator da Operação Lava Jato no Supremo Tribunal Federal (STF).

### Operação Lava Jato
Em 3 de outubro de 2016, foi denunciado na Operação Lava Jato pela Procuradoria-Geral da República pelos crimes de corrupção passiva e lavagem de dinheiro. É acusado de receber propina de cerca de R$ 41 milhões.

## Cargos públicos
- Deputado Estadual (1983–1987)
- Secretário da Casa Civil de Pernambuco (1985–1986)
- Deputado Federal (1987–1992)
- Prefeito de Petrolina (1993–1996)
- Secretário de Agricultura de Pernambuco (1998)
- Prefeito de Petrolina (2001–2005, 2005–2007)
- Secretário de Desenvolvimento Econômico de Pernambuco (2007–2010)
- Presidente do Complexo Industrial Portuário de Suape (2007–2010)
- Ministro da Integração Nacional (2011–2013)
- Senador do Estado de Pernambuco (2015–2023)